# مقاطعة دودج (نبراسكا)
مقاطعة دودج (بالإنجليزية: Dodge County)‏ هي إحدى مقاطعات ولاية نبراسكا في الولايات المتحدة الأمريكية.

## أعلام
- جورج هنري ديرن
- ألبرت هانسن